# Národní vláda (1931)
Národní vláda vládnoucí roku 1931 byla první národní vládou Spojeného království. Byla utvořena v srpnu 1931 v důsledku kolapsu předcházejícího labouristického kabinetu během eskalace Velké hospodářské krize. Sestávala z několika členů předchozí vlády (premiér Ramsay MacDonald nebo ministr financí Philip Snowden), kteří opustili Labouristickou stranu a utvořili vlastní Národní labouristickou organizaci, a ze členů Konzervativní a Liberální strany. Vláda ukončila svou činnost po všeobecných volbách v říjnu téhož roku, které vládní koalice drtivě vyhrála. MacDonald byl poté pověřen sestavením vlády nové, odpovídající volebním výsledkům.

## Seznam členů kabinetu
| Úřad                            | Člen kabinetu              | Strana               | Nástup do úřadu | Odchod z úřadu |
| ------------------------------- | -------------------------- | -------------------- | --------------- | -------------- |
| Premiér                         | Ramsay MacDonald           | Národní labouristé   | 24. srpna 1931  | 27. října 1931 |
| Lord kancléř                    | Lord Sankey                | Národní labouristé   | 24. srpna 1931  | 27. října 1931 |
| Lord prezident Státní rady      | Stanley Baldwin            | Konzervativní strana | 24. srpna 1931  | 27. října 1931 |
| Kancléř státní pokladny         | Philip Snowden             | Národní labouristé   | 24. srpna 1931  | 27. října 1931 |
| Ministr vnitra                  | Sir Herbert Samuel         | Liberální strana     | 24. srpna 1931  | 27. října 1931 |
| Ministr zahraničí               | Lord Reading               | Liberální strana     | 24. srpna 1931  | 27. října 1931 |
| Ministr pro Indii               | Sir Samuel Hoare           | Konzervativní strana | 24. srpna 1931  | 27. října 1931 |
| Ministr kolonií Ministr dominií | James Henry Thomas         | Národní labouristé   | 24. srpna 1931  | 27. října 1931 |
| Předseda obchodní rady          | Sir Philip Cunliffe-Lister | Konzervativní strana | 24. srpna 1931  | 27. října 1931 |
| Ministr zdravotnictví           | Neville Chamberlain        | Konzervativní strana | 24. srpna 1931  | 27. října 1931 |